# Josef Adámek (politik)
Josef Adámek (25. března 1881 Vojtěchov – 19. ledna 1964 Vojtěchov) byl československý politik a meziválečný poslanec Národního shromáždění za Československou stranu lidovou.

## Biografie
Narodil se v selské rodině a od mládí se zabýval zemědělstvím. V roce 1905 vstoupil do křesťanskosociální strany. Spoluzaložil Sdružení katolických zemědělců v Čechách a časopis Selské listy. Za 1. světové války narukoval do rakousko-uherské armády a bojoval na italské frontě. Po skončení války se zapojil do budování Československé strany lidové na Hlinecku. Zabýval se též družstevnictvím a byl i členem zastupitelstva obce Vojtěchov.
V parlamentních volbách v roce 1920 získal poslanecké křeslo v Národním shromáždění. Mandát v parlamentních volbách v roce 1925 obhájil a do parlamentu se dostal i po parlamentních volbách v roce 1929.
V letech 1945-1948 se stal poslancem za ČSL na Okresním národním výboru v Chrudimi. Toto místo však musel po roce 1948 opustit, stejně jako myslivecký spolek a místo v dozorčí radě kampeličky v Rané.
Podle údajů k roku 1929 byl profesí rolníkem ve Vojtěchově u Hlinska.